# Campeonato Italiano de Fútbol 1899
El Campeonato Italiano de Fútbol de 1899 fue la segunda edición de dicha competición, que en 1929 daría lugar a la Serie A. La final fue la misma del campeonato anterior, y donde también venció el  Genoa C.F.C al Internazionale Torino.

## Torneo

### Eliminatoria
Partidos jugados el 27 de marzo, 2 y 9 de abril
| Equipo 1              | Resultado  | Equipo 2          |
| --------------------- | ---------- | ----------------- |
| Genoa                 | 2-0 (pró.) | FBC Torinese      |
| Internazionale Torino | 2-0        | Ginnastica Torino |

### Final
| Equipo 1 | Resultado | Equipo 2              |
| -------- | --------- | --------------------- |
| Genoa    | 3-1       | Internazionale Torino |

|           |
| Campeón   |
| Genoa     |
| 2º título |

### Equipo campeón
Plantel del Genoa
- William Baird
- Ernesto De Galleani
- Fausto Ghigliotti
- Enrico Pasteur II
- James Richardson Spensley
- Edoardo Pasteur I
- Howard Passadoro
- Charles Arkless
- Deteindre
- Joseph William Agar
- Henri Dapples
- Norman Victor Leaver